# Affori FN (métro de Milan)
Affori FN est une station de la ligne 3 du métro de Milan, située dans le quartier d'Affori.